# Vuk Stefanović Karadžić
Vuk Stefanović Karadžić (srbsky Вук Стефановић Караџић; 6. listopadu 1787, Tršić – 7. února 1864, Vídeň) byl srbský jazykovědec a reformátor srbštiny, tvůrce novodobého srbského spisovného jazyka, účastník Slovanského sjezdu v Praze roku 1848.

## Život

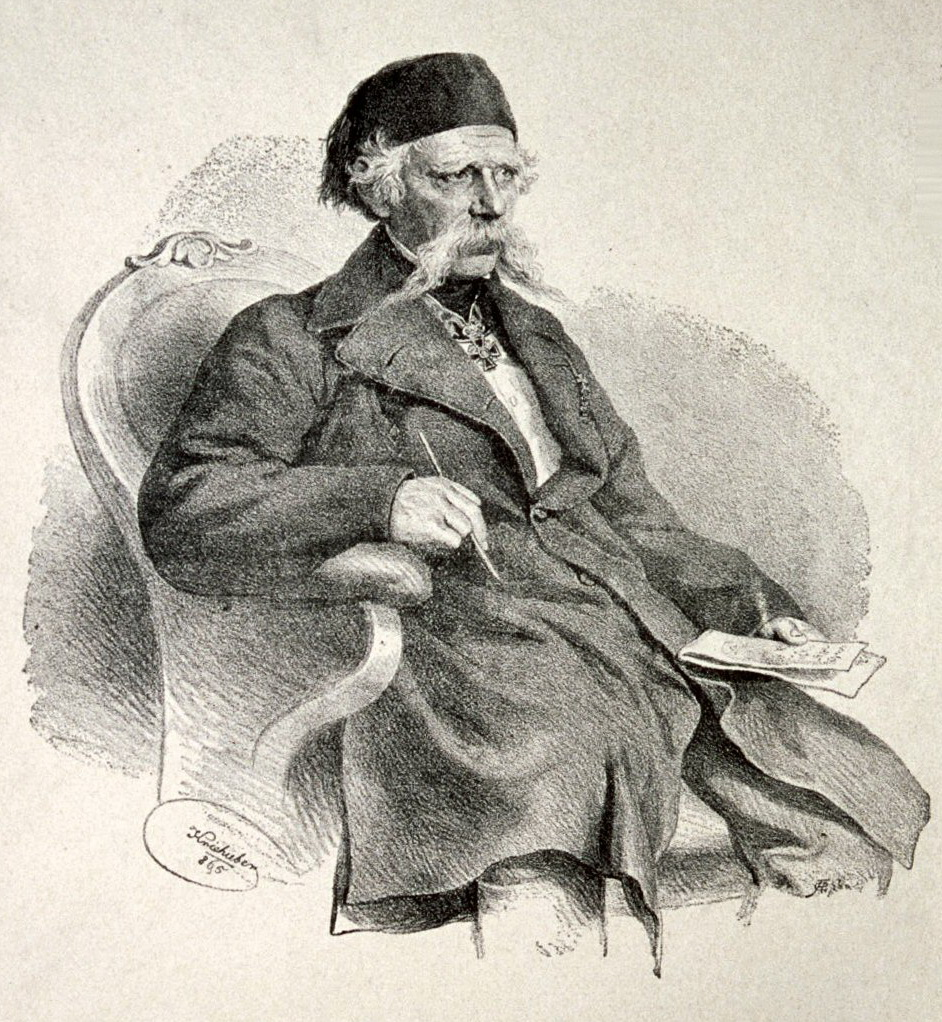
Vuk Karadžić (litografie Josefa Kriehubera)

Karadžič pocházel ze selské rodiny, vzděláním byl samouk. Účastnil se prvního srbského povstání, které se odehrálo na počátku 19. století. Po porážce povstání přesídlil jako celá řada tehdejších uprchlíků do nedalekého Uherska, odkud putoval do Vídně, kde spolu s Jernejem Kopitarem spolupracoval jak na schraňování srbských literárních a kulturních památek, tak i na reformě cyrilice a prosazení jazyka do srbské literatury, kde ještě převažovala staroslověnština a ruština. Zabýval se také sběrem srbských lidových písní (šest svazků) a sepsal i první srbský slovník. Jeho sbírky lidové tvorby Srbska propojily jihoslovanský prostor s tehdy kurz udávajícím romantismem.
Karadžić žil dlouho v neutěšených poměrech; získával pomoc z Ruska a v Černé Hoře na pozvání tehdejšího knížete Petra Njegoše pomáhal s budováním školství v tehdy zaostalém knížectví.
V roce 1814 vydal první písemně zdokumentovanou knihu o srbské gramatice (Pismenica serbskoga jezika po govoru prostoga naroda napisana). O několik let později následovala Srpska gramatika a další spisy. Vukovy reformy přinesly do jazyka přísně fonetický pravopis, založený na venkovské mluvě a zásadě piš, jak slyš. Tehdejší poměry Karadžić odsoudil jako chaos v jazyce, kdy si každý píše, jak chce, bez jakýchkoliv pravidel (slavenosrbský jazyk). Došlo také k zásadnímu zjednodušení gramatických pravidel. Ta však byla přijímána s nelibostí; jeho knihy nesměly vyjít v samotném Srbsku a jeden čas ani v Rakousku. Proti "novým pořádkům" protestovali jak kníže Milan, tak i patriarcha Srbské pravoslavné církve Stratimirović. Teprve až v polovině 19. století si nová podoba jazyka začala razit cestu do Srbska a roku 1867 byla přijata za definitivní verzi spisovného jazyka.
V západní Evropě vzbudily sbírky o lidové kultuře srbského venkova poměrně velký ohlas a mnoho lidí zaměřilo na Srbsko nově svoji pozornost. Velký úspěch, kterou přinesla první Karadžićova sbírka Mala prostonarodna slaveno-serbska pesnarica vedla Vuka k tomu, aby se dále tomuto fenoménu, známého z rodného kraje, intenzivně věnoval. Karadžić přitom až do setkání s tehdejšími slavisty, soustředěnými ve Vídni nepovažoval srbské lidové písně za jakkoliv významné. Karadžić však pouze zaznamenané písně netiskl, ale také je stylisticky upravoval, aby odpovídaly potřebám tehdejší literatury a doby. Mnohé lidové obyčeje, tradice a způsob života zaznamenal také i v rozsáhlém slovníku, který vydal za pomoci svého spolupracovníka, Đury Daničiće. Jako zakladatel systematického zaznamenávání srbské lidové tvorby tak po různých balkánských krajích hodně cestoval.
Vuk Karadžić byl aktivní také i v politické oblasti. Znalý situace v Německu a Maďarsku, kde je jeden národ rozdělen na více konfesí, podporoval myšlenku jednoty jižních Slovanů. Ve svých spisech (např. Srbi svi i svuda) tvrdil, že všichni jižní Slované, kteří mluví štokavským nářečím jsou bez ohledu na vyznání Srbové, byť toto jméno nepřijímají. Na základě toho bývá někdy proto zařazován také mezi představitele velkosrbských myšlenek. Odmítl myšlenku ilyrského hnutí se slovy, že Ilyrové nebyli Slovany.

## Dílo

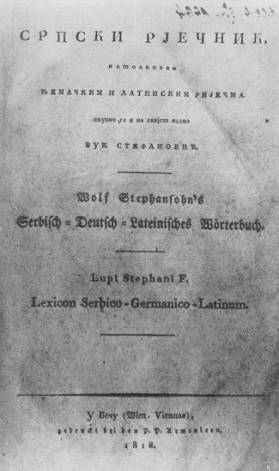
Srpski rječnik, titulní strana vydání z roku 1818.

- Mala prostonarodna slaveno-serbska pesnarica (1814, Malý prostonárodní slovansko-srbský zpěvník),
- Pismenica serbskoga jezika po govoru prostoga naroda napisana (1814, Mluvnice srbského jazyka napsamá podle mluvy prostého lidu),
- Narodna srbska pjesnarica (1815, Národní srbský zpěvník),
- Srpski rječnik istolkovan njemačkim i latinskim rječima (1818, rozšířené vydání 1852, Srbský slovník),
- Narodne srpske pripovjetke, (1821, rozšířeno 1853, Srbské národní pohádky),
- Narodne srpske pjesme I. (1823, Srbské lidové písně I.),
- Narodne srpske pjesme II (1823, Srbské lidové písně II.),
- Narodne srpske pjesme III (1824, Srbské lidové písně III.),
- Mala srpska gramatika (1824, Malá srbská gramatika),
- Žizni i podvigi Knjaza Miloša Obrenovića (1825, Život a činy knížete Miloše Obrenoviče),
- Danica I-V (1825–1834), literární a vědecký almanach, který vydával a redigoval,
- Miloš Obrenović, knjaz Srbije ili gradja za srpsku istoriju našega vremena (1828, Miloš Obrenovič, kníže srbský),
- Narodne srpske pjesme IV. (1833, Srbské lidové písně IV.),
- Narodne srpske poslovice i druge različne, kao i one u običaj uzete riječi (1836, rozšířené vydání 1849, Srbská národní přísloví),
- Montenegro und die Motenegriner (1837, Černá Hora a Černohorci), německy,
- Novi zavet Gospoda našega Isusa Hrista (1847, Nový zákon Pána našeho Ježíše Krista), překlad Nového zákona,
- Kovčežić za istoriju, jezik i običaje Srba sva tri zakona (1849, Truhlička pro dějiny, jazyk a obyčeje Srbů tří vyznání), součástí kniíhy je spis Srbi svi i svuda (Srbové všichni a všude), ve kterém píše o Bosňácích[6], Černohorcích a Makedoncích jako o součásti srbského národa a rozlišuje je pouze jako "Srby tří vyznání".
- Srpske narodne pjesme V. (1865, Srbské lidové písně V.), vydáno posmrtně,
- Srpske narodne pjesme iz Hercegovine (1866, Srbské lidové pisně z Hercegoviny), vydáno posmrtě, šestý díl Srbských lidových písní,
- Život i običaji naroda srpskogo (1867, Život a obyčeje lidu srbského), vydáno posmrtně
- Deutsch-serbisches Wörterbuch (1872, německo-srbský slovník), vydáno posmrtně.

## Česká vydání
- Srbské národní pohádky, Mikuláš Knapp, Praha 1877, přeložil J. Z. Veselý, znovu 1899,
- Lazarice: národní písně srbské, I. L. Kober, Praha 1887, vybral a přeložil Josef Kolář,
- Pravda a křivda, Svoboda, Praha 1948, přeložila Jarmila Pilzová, výbor ze srbských národních pohádek,
- Srbské lidové pohádky, SNKLHU, Praha 1957, přeložil Rudolf Lužík,
- Přísloví a pořekadla Odeon, Praha 1987, vybrala a přeložila Irena Wenigová,
- Pohádky, Odeon, Praha 1989, vybral a přeložil Dušan Karpatský.